# Myia
Myia (en griego antiguo: Μυῖα, literalmente «Mosca»; fl. c. 500 a. C.) fue una filósofa pitagórica y, según la tradición más tardía, una de las hijas de Téano y Pitágoras.

## Vida
Myia estuvo casada con Milón de Crotona, el famoso atleta. De joven fue líder del coro, y como mujer, sobresalió por su ejemplar comportamiento religioso. Luciano de Samósata, en su Elogio de la mosca, declara que podría decir muchas cosas sobre Myia de Pitagóras si no fuera por el hecho de que su historia es conocida por todos.
Existe una carta atribuida a Myia. Es espuria, y probablemente data del siglo III o del II a. C. La carta está dirigida con certeza a una Phylis, y habla de la importancia de cumplir con las necesidades de un recién nacido según el principio de armonía. Según la escritora, un bebé por naturaleza desea moderación en todas las cosas, como en la alimentación, la ropa, la calefacción, etc., y la cuidadora del bebé debe ser moderada también.

## Carta de Myia a Phylis
Estás próxima a verte constituida en el estado de madre; y todos tus cuidados deben emplearse ahora en la elección de una buena nodriza. Procura que se predomine en términos que pueda negarse constantemente a las caricias de su marido: que sea limpia y modesta; que no tenga la pasión del vino, ni sea muy dormidora; que sea su leche pura y nutritiva. De esta elección que vas a hacer depende toda la vida de un hijo amado.

Una buena nodriza debe emplear todos los instantes en el cumplimiento de sus deberes. Debe consultar con la prudencia y no con su capricho sobre las ocasiones en que ha de presentar el pecho a la criatura; así es como le fortificará la salud. Tampoco es menos necesario que ella espere para entregarse al sueño a que el niño desee dormirse.
Ten cuidado de que no sea de un humor colérico; también sentiría yo que llegase a mí noticia de que fuese tartamuda: debes procurar el que haya nacido en Grecia, no sea que por imitación contraiga tu hijo un acento vicioso. Sobre todo que sea prudente en la elección de sus alimentos, y que no coma, ni aun de los sanos, sin mucha precaución.
Importa mucho que después de que las criaturas se han atracado de leche se las deje dormir: este agradable descanso, indispensable a su debilidad, hace su digestión más fácil. Si fuera absolutamente indispensable el darle algún otro alimento, además de la leche de su ama, acuérdate de que debe ser simple y ligero. A mí me parece que el vino es una bebida demasiadamente fuerte para ellos; si le dieses algo, mézclale a lo menos para que se aproxime a la suavidad de la leche.
Yo no te aconsejaría que le bañases todos los días, bastará de cuando en cuando; porque es muy esencial acomodarse a su temperamento. Ni observes con menos atención cuál debe ser el aire que respire tu niño. Que no sea excesivamente caluroso, ni tampoco muy frío. Su habitación no debe estar ni muy cerrada, ni muy expuesta al viento, ni el agua que beba deberá ser demasiado ligera, ni muy pesada.
No le pongas unos pañales ásperos ni pesados, y sean bastante anchos para que puedan envolverle bien, pero no tanto que le incomoden. Debe atenderse siempre a la naturaleza; esta pide que se satisfagan sus necesidades, pero sin superficialidad ni magnificencia.

He creído deber darte desde hoy estos consejos para crianza física de ese deseado hijo, espero darte algún día otros correspondientes a su educación.